# 格什温剧院
格什温剧院（Gershwin Theatre），原名尤里斯剧院（Uris Theatre），是一座百老汇剧院，位于美国纽约市曼哈頓中城西51街222号、派拉蒙广场二楼。它于1972年开业，由尼德兰德组织运营，以乔治和艾拉·格什温兄弟的名字命名。格什温剧院是百老汇最大的剧院，共有两层、近两千个座位。美国戏剧名人堂位于剧院内。
格什温剧院由拉尔夫·阿尔斯旺设计。尤里斯建筑公司于20世纪60年代开始在尤里斯大厦（即今派拉蒙广场）内建造了这座剧院。1972年11月28日开幕，但经济效益不佳，随后在70年代被出租用于举办音乐会等其他节目。1983年第37届托尼奖颁奖典礼时，剧院更名为格什温剧院。

## 建筑
格什温酒店的装饰风格为新艺术风格，占地50,000 sq ft（4,600 m2），其主要公共空间均采用青铜色丝绒装饰。剧院由尼德兰德组织运营。
售票处位于大楼第一层，剧院本身在二层。前往二层的自动扶梯上刻有1860年至1930年间90位戏剧界名人的名字。
二楼的美国戏剧名人堂墙壁上刻有不少美国戏剧人物名字。剧院还有两个圆形大厅，其中之一曾展出着现在纽约市博物馆的音乐和戏剧藏品。
《Playbill》显示该剧院拥有1,926个座位，但百老汇联盟给出的数字为1,933。格什温的座位间隔为36英寸（910 mm），而非老式的32至33英寸（810至840 mm）。剧院有两层，约1,300人的底层和约600人的上层。为符合美国残疾人法规定标准，底层设有直通电梯。
剧院使用了计算机化的传动设备，是美国第一家完全自动化的商业剧院。后台有八间更衣室，供演员休息、洗浴。